# Ibídem (banda)
Ibídem es un grupo español de rock alternativo formado en la localidad berciana de Fabero, provincia de León en el año 2000.

## Biografía
Sus ideas y su propuesta musical se ven reflejadas en su maqueta Harem (2001).
El grupo continúa evolucionando y comienza a realizar algunas actuaciones, con una buena aceptación por parte del público de sus conciertos. Como reflejo de la inquietud musical de sus componentes, la banda vuelve a entrar en un estudio para plasmar sus ideas en el que será su primer disco, El viaje trascendental (2002).
A partir de este momento el grupo comienza a girar por varias poblaciones de León y en algunas de ellas teloneando o compartiendo cartel con grupos de la talla de Fangoria, Dover, Pereza, Ilegales, Loquillo y los Trogloditas, La Fuga, Reincidentes, Marea, Danza Invisible o Boikot. Ibídem también han estado invitados en el programa de Radio 3 «Diario Pop», de Jesús Ordovás, durante una entrevista en la que también ofrecieron un set acústico de algunos de sus temas.
Durante septiembre de 2003, Ibídem se vuelven a encerrar en el estudio de grabación por tercera vez, en esta ocasión junto al productor Fernando Pardo, guitarrista, productor y compositor de Sex Museum, el cual ha producido los trabajos de bandas nacionales como Sexy Sadie, Bummer, Sex Museum, etc.
El resultado de esta experiencia ha quedado plasmado en su maqueta Para tus oídos (2004). Seis canciones con el sello de identidad de Ibídem, y que combina influencias pop, estilo propio de composición y melodías pegadizas, con letras escritas íntegramente en castellano.
En ella se pueden encontrar matices e influencias que el grupo ha ido acumulando a lo largo de su carrera. A veces nos encontraremos con sonidos roqueros y más duros próximos a Incubus, Muse o The Strokes, y otras veces melodías y sonidos más envolventes similares a Los Planetas o Los Piratas.
En el transcurso de 2004/2005 continúan los conciertos, la composición de temas… y se aventuran en un nuevo proyecto, creando un tema para la banda sonora del cortometraje Germán el Grajo.
La madurez, decisión y las ganas de seguir haciendo buena música les incita a buscar un lugar donde su propuesta suene pura y cálida.
En septiembre de 2005 entran en los estudios Feedback de León para convencernos de que están aquí para quedarse.
Para mis oídos (2006) muestra 10 temas grabados exclusivamente en analógico, fruto de una clara evolución musical. Dos años después de su última publicación sonora nos ofrecen un álbum atractivo y dinámico para que podamos disfrutar de unos temas directos y unas letras cuidadas.
El listón sube aún más con los arreglos y voces de Álex Diez (Cooper, Los Flechazos), Mario Álvarez (Cooper) y el bajo de Jorge Otero (Celtas Cortos).
Incluso escuchamos un tema dedicado a la población que los ha visto crecer como grupo. Fabero es el primer sencillo y viene con un videoclip bajo el brazo, grabado en los sitios más representativos del municipio.

## Discografía
- Harem (maqueta, 2001)
- El viaje trascendental (2002)
- Para tus oídos (2004)
- Para mis oídos (2006).

- Datos: Q5555622